# Reino
Reino ist eine Gemeinde in Italien in der Region Kampanien in der Provinz Benevento mit 1093 Einwohnern (Stand 31. Dezember 2023). Sie ist Bestandteil der Bergkommune Comunità Montana Titerno e Alto Tammaro.

## Geographie

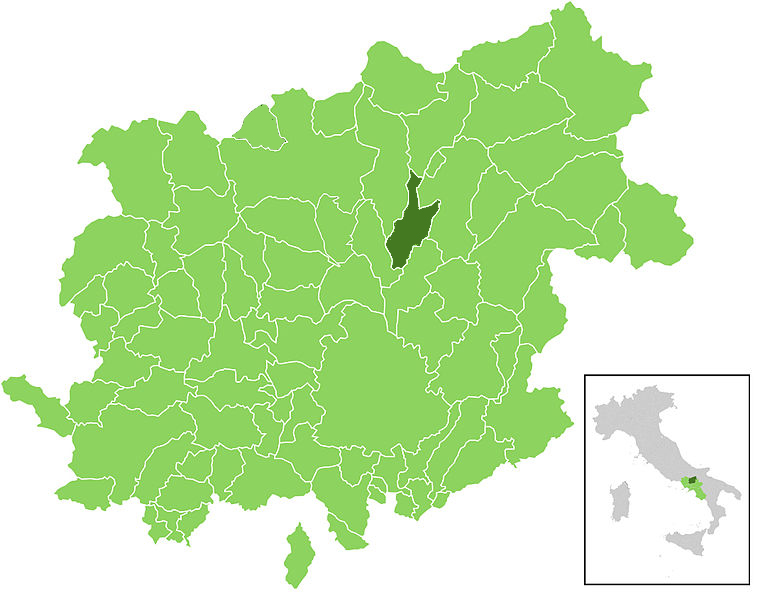
Lage von Reino

Die Gemeinde liegt etwa 31 km nördlich der Provinzhauptstadt Benevento. Die Nachbargemeinden sind Circello, Colle Sannita, Fragneto l’Abate, Pesco Sannita und San Marco dei Cavoti. Die Ortsteile lauten Bosco del Monte, Gianferri und Streppone.

## Wirtschaft
Die Gemeinde lebt hauptsächlich von der Landwirtschaft. 

## Infrastruktur

### Straße
- Strada statale 212 della Val Fortore

### Bahn
- Bahnstrecke Benevento–Campobasso

### Flug
- Flughafen Neapel

## Persönlichkeiten
- Francesco Zerrillo (1931–2022), römisch-katholischer Geistlicher, Bischof von Lucera-Troia